# Iso-Ulku
Iso-Ulku eller Ulkujärvi är en sjö i Finland. Den ligger i kommunen Taivalkoski i landskapet Norra Österbotten, i den nordöstra delen av landet, 600 km norr om huvudstaden Helsingfors. Iso-Ulku ligger 245,5 meter över havet. Arean är 1,26 kvadratkilometer och strandlinjen är 5,53 kilometer lång. Sjön  ingår i Ijo älvs huvudavrinningsområde. 